# باسكال لامي
باسكال لامي (بالفرنسية: Pascal Lamy)‏ (ولد في 8 أبريل 1947 -) هو مستشار سياسي فرنسي ورجل أعمال. وكان المدير العام لمنظمة التجارة العالمية (WTO) حتى 1 سبتمبر 2013. تم تعيينه اعتباراً من 1 سبتمبر عام 2005 لمدة أربع سنوات. في أبريل 2009 انتخب أعضاء منظمة التجارة العالمية لامي لفترة ثانية مدتها أربع سنوات، تبدأ في 1 سبتمبر 2009. وبعد ذلك خلّفه روبرتو أزيفيدو. وكان باسكال لامي أيضاً المفوض الأوروبي للتجارة. ويشغل حالياً منصب الرئيس الفخري لخلية تفكير مقرها باريس Notre Europe.

## الحياة الشخصية
لامي وهو متزوج ولديه ثلاثة أبناء. وتشمل هواياته الركض وركوب الدراجات.

## روابط خارجية
- باسكال لامي على موقع مونزينجر (الألمانية)
- باسكال لامي على موقع إن إن دي بي (الإنجليزية)